# ALL ROADS LEAD to HOKKAIDO!
『ALL ROADS LEAD to HOKKAIDO!』（オール・ローズ・リード・トゥ・ホッカイドウ）は、2016年3月27日にAIR-G'・TOKYO FM共同制作・JFN系列で放送された特別番組。

## 番組概要
前日開業の北海道新幹線を記念した特別番組。2016年3月26日の東京発 - 新函館北斗行きの北海道新幹線・はやぶさ804号の特別列車を舞台に、北海道新幹線特任車掌・鈴井貴之が特別列車に乗り込んだゲストと北海道をテーマにトークを繰り広げる。
またサントリー・BOSSのCMは、北海道新幹線開業を記念した特別版を放送した。

## 出演者
- 鈴井貴之（北海道新幹線特任車掌）
- 大橋俊夫（車内アナウンス）
- 高橋はるみ（当時北海道知事）
- 大泉洋（TEAM NACS、北海道特別「福」知事）
- TAKURO（GLAY）
- 清水宏保
- 葛西紀明
- 松田忠徳
- DAIGO（BREAKERZ）
- 工藤壽樹（函館市長）
- かきざきさと（ナレーション）

## スタッフ
- 構成：高山秀毅[1]
- ディレクター：藤井要一、蛎崎紗斗、小山内英二、坂田太郎[1]
- プロデューサー：高山秀毅[1]
- 技術：小山内英二、坂田太郎[1]
- 効果：藤井要一、蛎崎紗斗[1]

## 放送時間
| 放送対象地域   | 放送局                  | 放送時間                    | 備考       |
| -------------- | ----------------------- | --------------------------- | ---------- |
| 東京都         | TOKYO FM                | 2016年3月27日 19:00 - 19:55 | 製作局     |
| 北海道         | AIR-G'                  | 2016年3月27日 19:00 - 19:55 | 製作局     |
| 青森県         | FM青森                  | 2016年3月27日 19:00 - 19:55 | 同時ネット |
| 岩手県         | FM岩手                  | 2016年3月27日 19:00 - 19:55 | 同時ネット |
| 宮城県         | Date fm                 | 2016年3月27日 19:00 - 19:55 | 同時ネット |
| 秋田県         | AFM                     | 2016年3月27日 19:00 - 19:55 | 同時ネット |
| 山形県         | Rhythm Station          | 2016年3月27日 19:00 - 19:55 | 同時ネット |
| 福島県         | ふくしまFM              | 2016年3月27日 19:00 - 19:55 | 同時ネット |
| 栃木県         | RADIO BERRY             | 2016年3月27日 19:00 - 19:55 | 同時ネット |
| 群馬県         | FMぐんま                | 2016年3月27日 19:00 - 19:55 | 同時ネット |
| 新潟県         | FM-NIIGATA              | 2016年3月27日 19:00 - 19:55 | 同時ネット |
| 石川県         | HELLO FIVE              | 2016年3月27日 19:00 - 19:55 | 同時ネット |
| 福井県         | FM福井                  | 2016年3月27日 19:00 - 19:55 | 同時ネット |
| 長野県         | FM長野                  | 2016年3月27日 19:00 - 19:55 | 同時ネット |
| 静岡県         | K-mix                   | 2016年3月27日 19:00 - 19:55 | 同時ネット |
| 岐阜県         | FM GIFU                 | 2016年3月27日 19:00 - 19:55 | 同時ネット |
| 愛知県         | @FM                     | 2016年3月27日 19:00 - 19:55 | 同時ネット |
| 三重県         | レディオキューブ FM三重 | 2016年3月27日 19:00 - 19:55 | 同時ネット |
| 滋賀県         | e-radio                 | 2016年3月27日 19:00 - 19:55 | 同時ネット |
| 兵庫県         | Kiss FM KOBE            | 2016年3月27日 19:00 - 19:55 | 同時ネット |
| 島根県・鳥取県 | V-air                   | 2016年3月27日 19:00 - 19:55 | 同時ネット |
| 岡山県         | FM岡山                  | 2016年3月27日 19:00 - 19:55 | 同時ネット |
| 広島県         | HFM                     | 2016年3月27日 19:00 - 19:55 | 同時ネット |
| 山口県         | FMY                     | 2016年3月27日 19:00 - 19:55 | 同時ネット |
| 香川県         | FM香川                  | 2016年3月27日 19:00 - 19:55 | 同時ネット |
| 愛媛県         | JOEU-FM                 | 2016年3月27日 19:00 - 19:55 | 同時ネット |
| 高知県         | Hi-Six                  | 2016年3月27日 19:00 - 19:55 | 同時ネット |
| 徳島県         | FM徳島                  | 2016年3月27日 19:00 - 19:55 | 同時ネット |
| 福岡県         | FM FUKUOKA              | 2016年3月27日 19:00 - 19:55 | 同時ネット |
| 長崎県         | FM Nagasaki             | 2016年3月27日 19:00 - 19:55 | 同時ネット |
| 熊本県         | エフエム・クマモト      | 2016年3月27日 19:00 - 19:55 | 同時ネット |
| 大分県         | Air-Radio FM88          | 2016年3月27日 19:00 - 19:55 | 同時ネット |
| 宮崎県         | JOY FM                  | 2016年3月27日 19:00 - 19:55 | 同時ネット |
| 鹿児島県       | μFM                     | 2016年3月27日 19:00 - 19:55 | 同時ネット |
| 富山県         | FMとやま                | 2016年3月27日 18:00 - 18:55 | 1時間先行  |
| 佐賀県         | FMS                     | 2016年3月27日 20:00 - 20:55 | 1時間遅れ  |
| 沖縄県         | FM沖縄                  | 2016年3月27日 21:00 - 21:55 | 2時間遅れ  |
| 大阪府         | FM OSAKA                | 2016年4月3日 19:00 - 19:55  | 7日遅れ    |